# Saison 6 de Mentalist
Chronologie
Saison 5 Saison 7
Cet article présente les vingt-deux épisodes de la sixième saison de la série télévisée américaine Mentalist (The Mentalist).

## Synopsis
Dans la première partie de la saison, Patrick surveille les sept suspects qu'il a identifiés, susceptibles d'être John le Rouge. Il finit par apprendre que le tueur fait partie d'une mystérieuse organisation qui réserve bien des surprises au CBI. Après de nombreuses péripéties, Patrick réussit finalement à assouvir sa vengeance en tuant l'assassin de sa famille.
Dans la deuxième partie de la saison qui se passe deux ans après la mort de John le Rouge, Patrick est recruté par le FBI comme consultant, où travaille déjà Cho, et parvient également à faire recruter Lisbon. Quant à Van Pelt et Rigsby, ils dirigent une entreprise de sécurité informatique à leur compte. Toujours aussi facétieux, Patrick continuera de travailler sur de nombreuses enquêtes.

## Distribution

### Acteurs principaux
- Simon Baker (VF : Thierry Ragueneau) : Patrick Jane
- Robin Tunney (VF : Cathy Diraison) : agent du CBI puis du FBI Teresa Lisbon
- Tim Kang (VF : Stéphane Pouplard) : agent du CBI puis du FBI Kimball Cho
- Owain Yeoman (VF : Thibaut Belfodil) : Wayne Rigsby, ex-agent du CBI puis dirigeant d'une entreprise de sécurité informatique (épisodes 1 à 9, puis 12 à 15)
- Amanda Righetti (VF : Stéphanie Lafforgue) : Grace Van Pelt, ex-agent du CBI puis dirigeante d'une entreprise de sécurité informatique (épisodes 1 à 9, puis 12 à 15)
- Rockmond Dunbar (VF : Gilles Morvan) : agent du FBI Dennis « Nick » Abbott (à partir de l'épisode 7)
- Emily Swallow (VF : Florence Cabaret) : agent du FBI Kim Fischer (à partir de l'épisode 9)

### Acteurs récurrents
- Michael Gaston (VF : Patrick Borg) : Gale Bertram
- John Troy Donovan (VF : Bertrand Dingé) : agent du CBI Ron
- Xander Berkeley (VF : Stéfan Godin) : le shérif Thomas McAllister / John le Rouge
- Drew Powell (VF : Frédéric Souterelle) : agent du FBI Reede Smith
- Joe Adler (VF : Geoffrey Vigier) : Jason Wylie (à partir de l'épisode 10)
- Pedro Pascal (VF : Jean-Christophe Lebert) : agent du FBI Marcus Pike (à partir de l'épisode 16)
- Malcolm McDowell (V. F. : Jean-Pierre Leroux) : Bret Stiles

### Invités
- Josie Davis (VF : Vanina Pradier) : Sonya (épisode 1)
- Jack Plotnick (VF : Tanguy Goasdoué) : Brett Partridge, expert légiste (épisode 1)
- Lauren Stamile (VF : Laura Préjean) : Madison Yardley (épisode 1)
- Trent Ford : Gavin Yardley (épisode 1)
- Mitch Ryan (VF : Damien Ferrette) : Cody Benbow (épisode 1)
- Guri Weinberg : Arek Green (épisode 1)
- Hugo Armstrong (VF : Jean-Luc Atlan) : Mac, le cuisinier (épisode 1)
- Marcus DeAnda : Hector (épisode 1)
- Reed Diamond (VF : Alexis Victor) : agent Ray Haffner (épisodes 2, 5 et 6)
- Ivar Brogger (en) : Elliott Winston (épisode 2)
- Paula Marshall (VF : Danièle Douet) : Kris Makkena (épisode 2)
- James Urbaniak : Aaron Kalinoski (épisode 2)
- Jessica Blank (en) : Carol Mathews (épisode 2)
- Pancho Demmings (VF : Diouc Koma) : l'officier Sam Chase (épisode 2)
- David H. Lawrence XVII (en) : Titus Stone (épisode 2)
- Vik Sahay (VF : Olivier Chauvel) : Nicholas Hong (épisode 2)
- Christopher Goodman (VF : Christophe Desmottes) : le lieutenant Sheridan (épisode 2)
- Karl Sonnenberg : l'agent du CBI Karl (épisodes 2, 5 et 6)
- Jose Pablo Cantillo (VF : Jonathan Amram) : Angel (épisode 3)
- Marcus Coloma (VF : Benjamin Gasquet) : Roberto Salas (épisode 3)
- Christine Dunford (en) : Mme Bonner (épisode 3)
- Erica Piccininni (VF : Ariane Aggiage) : Stacey Bonner (épisode 3)
- Wes Ramsey : Charlie (épisode 3)
- Casey Biggs (VF : Jean Barney) : M. Bonner (épisode 3)
- Jonathan Castellanos (VF : Alexandre Nguyen) : Oscar (épisode 3)
- Lexi Lawson : Rose Salas (épisode 3)
- David Ury (VF : Michel Laroussi) : le colonel James Harris (épisode 3)
- Gary Kraus : Larry Kincaid (épisode 3)
- Amanda MacDonald (VF : Anne Dolan) : Suzie (épisode 3)
- Miguel Najera (VF : Achille Orsoni) : M. Salas (épisode 3)
- J. Rene Pena : Mme Salas (épisode 3)
- Rebecca Olejniczak : une invitée du mariage (épisode 3)
- William Mapother (VF : Bertrand Liebert) : Richard Haibach (épisodes 4, 14 et 15)
- Kevin Corrigan (VF : Stéphane Ronchewski) : Robert « Bob » Kirkland (épisode 4)
- Sloan Robinson (VF : Catherine Artigala) : Ruby Hightower (épisode 4)
- Aunjanue Ellis (VF : Annie Milon) : Madeleine Hightower (épisode 4)
- Tim Sitarz : Rick Dort (épisode 4)
- Joe Nieves (VF : François Tavares) : Oscar Cordero (épisodes 5, 7 et 8)
- Robert Picardo (VF : Philippe Dumond) : Jason Cooper (épisodes 5 et 6)
- Ray Abruzzo (en) (VF : Mathieu Buscatto) : Bill Mylar (épisode 5)
- Beth Riesgraf (VF : Laurence Sacquet) : Kira Tinsley (épisode 5)
- David Starzyk (en) (VF : Pascal Germain) : Ed Reed (épisode 5)
- Malcolm McDowell (VF : Jean-Pierre Leroux) : Bret Stiles (épisode 6)
- Bobby Hosea (en) : Joe Lamotte (épisode 6)
- Brennan Feonix (VF : Thierry Desroses) : le motoriste (épisode 6)
- Arthur Darbinyan : Dr Lavrov (épisode 7)
- Peter Douglas : l'officier Paul Wiehagen (épisode 7)
- John Bregar (en) (VF : Arnaud Laurent) : agent du FBI Mullins (épisode 8)
- Kamala Lopez (en) : la femme dans la Chapelle (épisode 8)
- Juan Gabriel Pareja (VF : Hervé Furic) : Danny Otero (épisode 9)
- Jon Jon Briones (VF : Fabien Jacquelin) : M. Lam (épisode 9)
- Hector Elias : Victor Orozco (épisode 9)
- Pedro Lopez : Alfredo (épisode 9)
- Goya Robles : Franklin Morales (épisode 9)
- Matt Gossen : Henry (épisodes 9 et 10)
- Shannon McClung : agent Collins (épisodes 10, 13, 14 et 17)
- François Chau (VF : Patrick Osmond) : M. Nguyen (épisode 10)
- Shane Edelman (VF :  Éric Marchal) : Abel Schneiderman (épisode 10)
- Azita Ghanizada (en) (VF : Audrey Sablé) : Defiance Schneiderman (épisode 10)
- Alejandro Cardenas (VF : Glen Hervé) : Jose Martinez (épisode 10)
- Brianna Brown (VF : Caroline Victoria) : Krystal Markham (épisode 11)
- Mark Adair-Rios (VF : Philippe Bozo) : Francisco « Paco » Perez (épisode 11)
- Sterling K. Brown (VF : Daniel Lobé) : agent Higgins (épisode 11)
- A. J. Tannen (VF : Jean-Pierre Leblan) : Mike (épisode 11)
- Gareth Williams (VF : Thierry Murzeau) : un agent du FBI (épisode 11)
- Michael C. Vaccaro (VF : Jean-Pierre Leblan) : le coroner (épisode 11)
- Devon Gummersall (VF : Cédric Dumond) : Gabriel Quinn (épisode 12)
- Michael Mantell (VF : Philippe Ariotti) : Leo Drembelas (épisode 12)
- Navid Negahban (VF : Tugdual Rio) : Hassan Zarif (épisode 12)
- David Norona (en) (VF : Serge Faliu) : Osvaldo Ardiles (épisode 12)
- Travis Schuldt (VF : Yann Guillemot) : Curtis Whitaker (épisode 12)
- Erin Way (en) (VF : Dorothée Pousséo) : Avery Schultz (épisode 12)
- Mark Saul (en) : Sergei Sokolov (épisode 12)
- Pat Skipper : Mitch Daniels (épisode 12)
- Brian Patrick Wade : Martin Hagen (épisode 12)
- Greg Fitzpatrick (VF : Jean-Pierre Leblan) : le policier à vélo (épisode 12)
- Kevin Daniels (VF : Frantz Confiac) : Clancy Tatum (épisode 13)
- Benito Martinez : le commandant Delgado (épisode 13)
- Taylor Nichols (VF : Olivier Cordina) : Alex Mildray (épisode 13)
- Cindy Pickett (en) (VF : Blanche Ravalec) : Marcia Wilk / Rachel (épisode 13)
- Pruitt Taylor Vince (VF : Paul Borne) : J. J. LaRoche (épisode 13)
- Colby French (VF : Régis Lang) : Jason Kern (épisode 14)
- Gary Grubbs (VF : Philippe Catoire) : Samuel Millman (épisode 14)
- Judson Mills (VF : Emmanuel Gradi) : Bryce Kendrick (épisode 14)
- Todd Williams (acteur) : agent Miller (épisode 14)
- Brendan Patrick Connor (VF : Pascal Casanova) : Ethan Zorn (épisode 14)
- Milena Govich (VF : Marie Zidi) : Molly Becker (épisode 14)
- Shannon Sturges (VF : Malvina Germain) : Susan Fitzgerald (épisode 14)
- Paul Schulze (VF : Lionel Tua) : John Hutton (épisode 14)
- David Warshofsky : Donny Culpepper (épisode 14)
- Penny Peyser (en) : Laura Dubin, l'avocate de Richard Haibach (épisodes 14 et 15)
- Lisa Darr : Hazel Haibach (épisode 15)
- Sean McGowan (VF : François Delaive) : Aaron Pulaski (épisode 16)
- Charles Mesure (VF : Boris Rehlinger) : Edwin MacKaye (épisode 16)
- Samantha Smith (VF : Marie-Martine Bisson) : Sylvia Hennigan (épisode 16)
- Angelique Cabral : Gina Petrocelli (épisode 17)
- John de Lancie (VF : Pierre Dourlens) : Edward Feinberg (épisode 17)
- Richard Fancy (en) (VF : Luc Florian) : Richard Summers, l'avocat d'Edward Feinberg (épisode 17)
- Jud Tylor : Mae Feinberg (épisode 17)
- Oscar Torre (en) (VF : Sam Salhi) : Luis Cruz (épisode 17)
- Lyn Alicia Henderson (VF : Nathalie Doudou) : la technicienne du FBI (épisode 17)
- Jon Abrahams (VF : Mathias Kozlowski) : Peter Kilgallen (épisode 18)
- Mark Harelik (VF : Régis Reuilhac) : Kenyon Russell (épisode 18)
- Sonny Marinelli (VF : Luc Bernard) : Marvin Gryska (épisode 18)
- James Patrick Stuart (VF : Stéphane Fourreau) : Gregory Dyer (épisode 18)
- Camryn Grimes : Deanne Price (épisode 18)
- Zuleyka Silver (VF : Cécile D'Orlando) : Daniela Walker (épisodes 19, 20 et 21)
- Titus Welliver (VF : Jean-François Aupied) : Michael Ridley (épisodes 19 et 21)
- John Hensley (VF : Paolo Domingo) : Anthony Tremmel (épisodes 19 et 21)
- Nandy Martin : Amy Welker (épisodes 19 et 21)
- Nick Von Esmarch (VF : Alexandre Gillet) : Thaddeus Delahay (épisode 19)
- Hari Dhillon (en) (VF : Christian Visine) : Ari Qasimi (épisode 19)
- Yan Feldman : Ray Qasimi (épisode 19)
- Merle Dandridge (VF : Laura Zichy) : Lydia Faulk (épisode 20)
- Brianne Davis (en) : Brandy (épisode 20)
- Jonathan LaPaglia (VF : Bernard Bollet) : John Acardo (épisode 20)
- Boo Arnold (VF : Jean-Luc Atlan) : le marshal Lawson (épisode 20)
- Michelle L. Gardner (VF : Catherine Artigala) : Ginger Cauley (épisode 20)
- Alison Martin : Mme Macy (épisode 20)
- Tony Amendola : Aurelio (épisode 20)
- Robert Joy : Alexander Lark (épisode 21)
- Magda Apanowicz (VF : Jessica Monceau) : April Lark (épisode 21)
- Clare Carey : Emma Valeria (épisode 21)
- Andra Petru : l'employée de Ridley (épisode 21)
- George Finn : Wes Baxter (épisode 22)
- Victoria Smurfit (VF : Laurence Bréheret) : Monica Giraldi (épisode 22)
- Vincent Spano (VF : François Tavares]) : Don De Jorio (épisode 22)
- Nicole Cannon : Megan Shapiro De Jorio (épisode 22)
- James Austin Kerr (VF : Juan Llorca) : Vince (épisode 22)

## Production

### Développement
Le 27 mars 2013, CBS a renouvelé la série pour une sixième saison.
Le 7 mai 2013, le créateur de la série annonce que la sixième saison sera la dernière, même si CBS ne l'a pas encore formellement annoncé.

### Casting
En août 2013, il est annoncé qu'Amanda Righetti et Owain Yeoman vont quitter la série au cours de la sixième saison. Le même mois, deux nouveaux personnages, Kim Fischer et Nick Abbott, agents du FBI, feront leur apparition au cours de cette même saison. Le casting pour incarner ces rôles est en cours. Le premier à être choisi est l'acteur Rockmond Dunbar pour interpréter Dennis « Nick » Abbott, promu au rang d'acteur principal à la mi-octobre 2013.
En septembre 2013, l'actrice Emily Swallow est choisie pour interpréter Kim Fisher, puis promue à la distribution principale.
En décembre 2013, l'actrice Brianna Brown a été choisie pour interpréter Krystal Markham, la nouvelle conquête de Patrick Jane et le fils de Wayne Rigsby, Benjamin fera son retour. Ce dernier, à la suite des différents sauts dans le temps, aura grandi.
En janvier 2014, l'acteur William Mapother, qui interprète Richard Hairbach et qui est déjà apparu dans la quatrième saison, reprendra son rôle lors des épisodes 4, 14 et 15 de la sixième saison[réf. nécessaire]. Le même mois, Pedro Pascal a obtenu le rôle de l'agent du FBI Marcus Pike, il fera son apparition à partir de l'épisode 16 et sera présent pendant au moins 5 épisodes.

## Liste des épisodes

### Épisode 1:La Liste de Jane
- États-Unis /  Canada : 29 septembre 2013 sur CBS[12] / CTV
- Belgique : 22 avril 2014 sur Be Séries[13]
- Suisse : 29 août 2014 sur RTS Un[14]
- France : 2 septembre 2014 sur TF1[15]
- Québec : 8 septembre 2014 sur V[16]

- États-Unis : 9,7 millions de téléspectateurs[17] (première diffusion)
- Canada : 1,75 million de téléspectateurs[18] (première diffusion)
- France : 7,88 millions de téléspectateurs[19] (première diffusion)

- Michael Gaston (Gale Bertram)
- Josie Davis (Sonya)
- Jack Plotnick (Brett Partridge, expert légiste)
- Hugo Armstrong (Mac the Cook)
- Marcus DeAnda (Hector)
- Lauren Stamile (Madison Yardley)
- Trent Ford (Gavin Yardley)
- Guri Weinberg (Arek Green)
- Mitch Ryan (Cody Benbow)
- Andi Carnick (le sergent du Sac PD)

### Épisode 2:Les Ailes coupées
- États-Unis /  Canada : 6 octobre 2013 sur CBS / CTV
- Belgique : 22 avril 2014 sur Be Séries[13]
- Suisse : 29 août 2014 sur RTS Un[14]
- France : 2 septembre 2014 sur TF1[15]
- Québec : 15 septembre 2014 sur V

- États-Unis : 8,55 millions de téléspectateurs[20] (première diffusion)
- Canada : 1,45 million de téléspectateurs[21] (première diffusion)
- France : 7,4 millions de téléspectateurs[19] (première diffusion)

- Michael Gaston (Gale Bertram)
- Reed Diamond (agent Raymond Haffner)
- Xander Berkeley (le shérif Thomas McAllister)
- David H. Lawrence XVII (Titus Stone)
- Paula Marshall (Kris Makkena)
- Ivar Brogger (Elliott Winston)
- James Urbaniak (Aaron Kalinoski)
- Vik Sahay (Nicholas Hong)
- Jessica Blank (Carol Mathews)
- Pancho Demmings (l'officier Chase)
- Karl Sonnenberg (agent du CBI Karl)
- Christopher Goodman (le lieutenant Sheridan)
- Wayne Temple (l'inspecteur)
- Wendy Douglas (le docteur)
- Fayelyn Bilodeau (l'hôtesse)

Juste après avoir reçu l'appel de John le Rouge, Patrick se rend sur place. Les secours emmènent Lisbon, tandis que Gale Bertram met l'équipe sur un meurtre. Un homme aurait été tué par un de ses drones. Cho prend en charge l'affaire, Lisbon étant à l'hôpital, ils découvrent que la victime, Titus Stone, travaillait sur un projet gouvernemental.
- Dû à sa diffusion avec 44 minutes de retard, cet épisode réalise une mauvaise audience[20].

### Épisode 3:Mariage endeuillé
- États-Unis /  Canada : 13 octobre 2013 sur CBS / CTV
- Belgique : 28 avril 2014 sur Be Séries[13]
- Suisse : 5 septembre 2014 sur RTS Un
- France : 9 septembre 2014 sur TF1
- Québec : 22 septembre 2014 sur V

- États-Unis : 9,38 millions de téléspectateurs[22] (première diffusion)
- Canada : 1,64 million de téléspectateurs[23] (première diffusion)
- France : 7,8 millions de téléspectateurs[24] (première diffusion)

- Xander Berkeley (le shérif McAllister)
- Wes Ramsey (Charlie)
- Erica Piccininni (Stacey Bonner)
- Marcus Coloma (Roberto Salas)
- Christine Dunford (Mme Bonner)
- Casey Biggs (M. Bonner)
- J. Rene Pena (Mme Salas)
- Miguel Najera (M. Salas)
- Jonathan Castellanos (Oscar)
- Lexi Lawson (Rose)
- Amanda MacDonald (Suzie)
- Jose Pablo Cantillo (Angel)
- David Ury (le colonel James Harris)
- Gary Kraus (Larry Kincaid)
- Addie Daddio (le juge de paix)
- Charles Carpenter (l'adjoint)

Jane incite l'équipe à enquêter sur un meurtre à Napa Valley, le district du shérif McAllister : Larry Kincaid, 41 ans, un livreur de pizza, a été retrouvé dans une mare derrière l'église locale. Il assistait plus tôt à la répétition du mariage de sa nièce. La famille étant les principaux suspects, Jane sème le désordre entre eux, à tel point que le jeune couple annule leur mariage.
En parallèle, Wayne s'interroge sur son avenir avec Grace. Celle-ci réconcilie les futurs mariés et Patrick se propose de les marier, avec l'intention de démasquer par la même occasion le tueur. Après la cérémonie, Rigsby fait diversion pour permettre à son collègue d'arrêter le coupable et en profite pour demander Grace en mariage. Jane est pris en otage et emmené de force sur le toit de l'église, lorsque McAllister arrive à temps pour le sauver.

### Épisode 4:Vengeance sans nom
- États-Unis /  Canada : 20 octobre 2013 sur CBS / CTV
- Belgique : 28 avril 2014 sur Be Séries[13]
- Suisse : 5 septembre 2014 sur RTS Un
- France : 16 septembre 2014 sur TF1
- Québec : 29 septembre 2014 sur V

- États-Unis : 7,75 millions de téléspectateurs[25] (première diffusion)
- Canada : 1,58 million de téléspectateurs[26] (première diffusion)
- France : 7,91 millions de téléspectateurs[27] (première diffusion)

- Kevin Corrigan (Robert « Bob » Kirkland)
- Aunjanue Ellis (Madeleine Hightower)
- William Mapother (Richard Haibach)
- Sloan Robinson (Ruby Hightower)
- Tim Sitarz (Rick Dort)
- Rolando Boyce (le conducteur du van)
- Jeffrey Cannata (un agent)
- Myles Cranford (le concierge)

Lisbon et Jane se rendent sur une scène de crime, à la demande de l'agent Reede Smith du FBI. Celui-ci soupçonne Patrick d'avoir tué un homme à qui il avait déjà eu affaire par le passé : Benjamin Marx, le meurtrier d'Antonio Castro et un arnaqueur, qu'il avait enfermé dans une tombe pour le faire avouer. Jane avoue alors à Lisbon que quelqu'un s'était introduit dans son grenier quelques semaines plus tôt pour lui dérober des informations sur la liste des suspects qu'il avait établi, mais ces données étaient fausses. Lisbon demande alors à ses collègues de mettre les hommes de la fausse liste de Jane sous protection, mais Richard Haibach se fait enlever.
- Cet épisode, qui a été diffusé avec 30 minutes de retard, enregistre sa pire audience de l'histoire[25].

### Épisode 5:Le Tatouage
- États-Unis /  Canada : 27 octobre 2013 sur CBS / CTV
- Belgique : 5 mai 2014 sur Be Séries[13]
- Suisse : 12 septembre 2014 sur RTS Un
- France : 23 septembre 2014 sur TF1
- Québec : 6 octobre 2014 sur V

- États-Unis : 8,82 millions de téléspectateurs[28] (première diffusion)
- Canada : 1,56 million de téléspectateurs[29] (première diffusion)
- France : 7,4 millions de téléspectateurs[30] (première diffusion)

- Reed Diamond (Ray Haffner)
- Robert Picardo (Jason Cooper)
- Beth Riesgraf (Kira Tinsley)
- Ray Abruzzo (Bill Mylar)
- Karl Sonnenberg (agent du CBI Karl)
- David Starzyk (Ed Reed)
- Jeff Griggs (Chad Parkman)
- Eric Pumphrey (Devin Frost)
- Sandra Cevallos (Natalie)
- Cuyle Carvin (Rookie)
- Joe Nieves (l'inspecteur Oscar Cordero)
- Brian Leckner (le garde de la sécurité de l'hôtel)
- Kirk Zipfel (le père)
- Aidan Sussman (le garçon)

Au Radcliff hôtel, un homme du nom de Chad Parkman meurt dans les bras du gérant en lui disant avoir été poignardé, dans la chambre 815. Alors que l'enquête commence, Ray Haffner et Jason Cooper font leur apparition et annoncent que le meurtre de Parkman est un crime haineux contre Visualize. Jason impose Ray Haffner à l'enquête, pour veiller aux intérêts de Visualize. Teresa refuse et Jason remet une lettre à Teresa, du lieutenant-gouverneur, autorisant Ray à participer à l'enquête. Ray annonce à Patrick qu'il est très étudié chez Visualize. Au cours de l'enquête, l'équipe de Teresa va apprendre que Parkman était un entraîneur olympique et propriétaire d'un gymnase, que tous étaient au courant que Parkman avait rejoint Visualize, mais que Bill Mylar déteste le groupe.
Au même moment, un accident de voiture a lieu. Il s'agit du meurtrier de Parkman : Devin Frost. Ce dernier est mort avec le couteau utilisé pour tuer Parkman à côté de lui. Frost travaillait avec Bill Mylar, au gymnase. Mylar va révéler que Frost avait démissionné. Alors que l'enquête piétine, un fait nouveau relie Frost à Ray Haffner. Ray met en garde Teresa et Grace à propos de Jane ainsi que du trouble qu'il cause. Teresa accuse Ray d'avoir tué Frost et Parkman. C'est en voyant Cho partir avec une cliente du gymnase de Parkman, Kira Tinsley, que Jane résout l'affaire. Au terme de l'enquête, Kira Tinsley, qui est une détective privée prétendument engagée par Visualize pour espionner le CBI, est tuée par John le Rouge qui est le véritable commanditaire. Kira révèle à Jane, juste avant de mourir, que John le Rouge a un tatouage.

### Épisode 6:Point de rencontre
- États-Unis /  Canada : 10 novembre 2013 sur CBS / CTV
- Belgique : 5 mai 2014 sur Be Séries[13]
- Suisse : 12 septembre 2014 sur RTS Un
- France : 30 septembre 2014 sur TF1
- Québec : 13 octobre 2014 sur V

- États-Unis : 8,46 millions de téléspectateurs[31] (première diffusion)
- Canada : 1,38 million de téléspectateurs[32] (première diffusion)
- France : 7,67 millions de téléspectateurs[33] (première diffusion)

- Michael Gaston (Gale Bertram)
- Reed Diamond (Ray Haffner)
- Xander Berkeley (le shérif Thomas McAllister)
- Robert Picardo (Jason Cooper)
- Bobby Hosea (Joe Lamotte)
- Russell Thomas (agent du FBI)
- Emily Davenport (une disciple de Visualize)
- Brennan Feonix (l'automobiliste)
- Steve Bethers (le gentil vieil homme)
- Peyton McCormick (la disciple no 1)
- Ana Isabel Mercardo (la disciple no 2)

Jane informe l'équipe concernant le tatouage que porte John le Rouge à l'épaule gauche. Teresa fait promettre à Jane, qu'elle sera là quand il attrapera John le Rouge. Patrick, avec l'aide de Teresa, tend un piège aux 5 suspects restants : le shérif Thomas McAllister, Reede Smith, Gale Bertram, Ray Haffner et Bret Stiles. Comme Bret Stiles est introuvable, Patrick et l'équipe de Teresa finissent par le retrouver à l'ambassade d'Équateur. Sur place, quand Patrick rencontre Bret, ce dernier lui avoue qu'il est très malade. Patrick convainc Bret qu'il peut l'aider à déjouer le FBI, mais à une condition.
- Initialement prévu pour une diffusion le 3 novembre 2013, une prolongation de 59 minutes du match de football a décalé la programmation de soirée du réseau CBS, qui a préféré diffuser un ancien épisode.
- Au Canada, CTV a aussi programmé une rediffusion. Cependant, cet épisode a été diffusé le 3 novembre 2013 uniquement sur ses stations situées dans le fuseau horaire de l'Atlantique par manque de préavis.[réf. souhaitée]
- Diffusé une nouvelle fois en retard (47 minutes) le 10 novembre 2013, la série enregistre une audience correcte.

### Épisode 7:Près du but
- États-Unis /  Canada : 17 novembre 2013 sur CBS / CTV
- Belgique : 12 mai 2014 sur Be Séries[13]
- Suisse : 19 septembre 2014 sur RTS Un
- France : 30 septembre 2014 sur TF1
- Québec : 20 octobre 2014 sur V

- États-Unis : 9,72 millions de téléspectateurs[34] (première diffusion)
- Canada : 1,82 million de téléspectateurs[35] (première diffusion)
- France : 7,6 millions de téléspectateurs[33] (première diffusion)

- Michael Gaston (Gale Bertram)
- Peter Douglas (l'officier Paul Wiehagen)
- Joe Nieves (Oscar Cordero)
- Arthur Darbinyan (Dr Lavrov)

Quelques secondes après l'explosion de la maison de Jane, Teresa rentre afin de trouver Jane et tombe sur Reed Smith. En voyant le tatouage sur l'épaule gauche de Smith, Teresa en conclut qu'il est John le Rouge. Smith, apercevant une arme à feu, prend l'arme et tire sur Teresa. Cette dernière réplique et blesse Smith qui s'enfuit avec l'aide de Gale Bertram. Teresa retrouve Jane qui est dans le coma. Elle voit Bertram et ne se doute pas qu'il a aussi le tatouage à l'épaule. À l'hôpital, Jane ne s'est toujours pas réveillé et cela inquiète Teresa. Cho annonce à Teresa que Bret Stiles, Ray Haffner et le shérif McAllister sont décédés lors de l'explosion. Bertram rend visite à Jane et tente de le tuer, mais Teresa arrive au même moment, évitant la mort de Jane. Voulant rester auprès de Jane, Teresa refuse d'obéir aux ordres de Gale. Au même moment, Jane se réveille après un coma de douze heures, causant la fuite de Bertram. Teresa informe Patrick sur l'explosion de la maison et des survivants. Jane révèle à Teresa que Bertram a aussi le tatouage sur l'épaule.
Alors qu'ils sont sur la piste de Reed Smith, blessé par balle, Van Pelt et Rigsby le retrouvent chez un médecin clandestin. À leur arrivée, l'inspecteur Oscar Cordero et un policier sont sur place. Rigsby reçoit un coup de téléphone de Jane lui disant de ne pas faire confiance aux policiers sur place. En effet, alors que l'inspecteur Cordero fait diversion, un policier du nom de Paul Wiehagen emmenait Smith, blessé, pour l'exécuter. Rigsby et Van Pelt arrivent à temps, arrêtent Wiehagen mais sont vite attaqués par Cordero. La diversion permet à Smith et Cordero de s'enfuir. Van Pelt annonce à Jane et Teresa qu'ils ont arrêté un policier du nom de Paul Wiehagen qui a tenté de tuer Smith. Jane lui demande de vérifier s'il a un tatouage sur l'épaule gauche. Celui-ci en possède aussi un. Au CBI, Jane tente d'interroger Wiehagen, sans succès.
Teresa et Jane sont curieux de savoir si Brett Partridge avait le fameux tatouage. Teresa demande à Cho d'aller vérifier à la morgue. Sur place, Cho découvre que le corps de Brett a été mutilé à l'épaule gauche. Smith appelle Van Pelt afin de se rendre. Malheureusement, Oscar Cordero a aussi intercepté l'appel et arrive en premier sur les lieux où se trouve Smith. Au moment où il va tuer Smith, Cho arrive et le sauve. Au CBI, alors que son interrogatoire commence, Smith impose à Teresa et Jane ses conditions. Jane lui dit que tout dépendra des informations qu'il leur donnera. Smith accepte et avoue qu'il fait partie d'une organisation appelée l'Association Blake, qui regroupe de nombreux membres des forces de l'ordre corrompus : des policiers, des avocats, des juges, qui ont tous quelque chose à cacher et qui se rendent service entre eux pour dissimuler leurs méfaits. John le Rouge en fait partie.
- Cet épisode a été diffusé avec 8 minutes de retard dans l'est du pays.

### Épisode 8:La Fin de John le Rouge
- États-Unis /  Canada : 24 novembre 2013 sur CBS / CTV Two[36]
- Belgique : 12 mai 2014 sur Be Séries[13]
- Suisse : 19 septembre 2014 sur RTS Un
- France : 7 octobre 2014 sur TF1
- Québec : 27 octobre 2014 sur V

- États-Unis : 10,94 millions de téléspectateurs[37] (première diffusion)
- France : 9,72 millions de téléspectateurs[38] (première diffusion)

- Xander Berkeley (le shérif Thomas McAllister / John le Rouge)
- Michael Gaston (Gale Bertram)
- Joe Nieves (Oscar Cordero)
- Ari Blinder (agent du FBI Denyer)
- J. Anthony Pena (Aurelio)
- Kevin Foster (l'officier de police)
- Raj Maan (Clerk-Ali)
- Nick Nordella (le jeune homme au portable)
- Jacqueline Pinol (la complice de John le Rouge)
- Susan Tunney (la femme au cimetière)

À la suite des événements, Dennis Abbott décide de démanteler l’équipe du CBI et de les convoquer pour les interroger. Bertram donne rendez-vous à Jane dans une chapelle qui se trouve dans le cimetière où sont enterrées la femme et la fille de Jane.
Le FBI, qui a pisté Lisbon, arrive sur les lieux et met tout en œuvre pour arrêter Jane. Face à la situation, Van Pelt, Rigsby et Cho viennent les aider et prennent sa défense. Abbott décide alors de laisser Jane prendre la fuite avec une voiture qu’ils peuvent localiser puis il fait arrêter Lisbon et son équipe. Jane a compris que le FBI le pistait et se laisse voler la voiture pour se rendre à pied au rendez-vous avec Bertram. Arrivé à la chapelle, le complice de Bertram fouille Jane, lui retire son arme et le laisse entrer. Gale Bertram lui précise que Patrick a commis une erreur car il n’est pas John le Rouge, mais il a reçu l’ordre de l’éliminer. Lorsqu'il ordonne à son complice de l’exécuter, celui-ci ne tire pas sur Jane mais sur Bertram. Un homme sort alors de la pénombre et se dévoile à Patrick Jane. Il découvre le shérif Thomas McAllister se présentant à lui comme étant John le Rouge.
- Au Canada, cet épisode a été diffusé exceptionnellement sur CTV Two afin de prioriser la diffusion des American Music Awards en simultané sur CTV.
- Cet épisode a été diffusé avec 17 minutes de retard dans l'Est du pays.
- Cet épisode a réalisé une très bonne audience en réalisant la meilleure de la saison et la meilleure audience depuis le premier épisode de la cinquième saison[37].

### Épisode 9:L'Exil
- États-Unis /  Canada : 1er décembre 2013 sur CBS / CTV
- Belgique : 19 mai 2014 sur Be Séries[13]
- Suisse : 26 septembre 2014 sur RTS Un
- France : 7 octobre 2014 sur TF1
- Québec : 3 novembre 2014 sur V

- États-Unis : 9,58 millions de téléspectateurs[39] (première diffusion)
- Canada : 2,07 millions de téléspectateurs[40] (première diffusion + différé 7 jours)
- France : 9,1 millions de téléspectateurs[38] (première diffusion)

- Juan Gabriel Pareja (Danny Otero)
- Pedro Lopez (Alfredo)
- Jon Jon Briones (M. Lam)
- Goya Robles (Franklin Morales)
- Matt Gossen (Henry)
- Paul Lieber (Roger)
- Hector Elias (Victor Orozco)
- Felix Miguel Avitia (Village Boy)
- Gloria Sandoval (Mme Paz)
- Virginia Montero (Mme Quijada)
- Camden Gardenhire (3rd Grade School Boy)
- Stephanie Burden (3rd Grade School Teacher)

Deux ans se sont écoulés depuis la mort de John Le Rouge. Lisbon est maintenant chef de la police dans une petite ville américaine, tandis que Patrick Jane s'est exilé et réside paisiblement sur une île d'Amérique latine qui n'a aucun accord d'extradition avec les États-Unis. Il n'a pas oublié Lisbon et lui écrit des lettres. Grace et Rigsby sont maintenant propriétaires de leur propre entreprise de sécurité informatique et jeunes parents d'une petite fille nommée Maddy. Un jour, l'agent Abbott arrive sur l'île où se trouve Patrick et lui propose un accord : il est disposé à abandonner les charges retenues contre lui s'il accepte d'être consultant au FBI, mais Patrick refuse.
Entre-temps, Patrick fait la connaissance d'une jeune et belle femme célibataire, Kim Fisher. Une amitié s'installe entre eux, et avant de repartir pour les États-Unis, Kim lui laisse son numéro de téléphone. Patrick parvient à montrer ses talents à Abbott en permettant au policier d'arrêter trois trafiquants de drogue. Par la suite, réfléchissant à sa rencontre avec Kim Fisher, il décide de rentrer aux États-Unis avec l'agent Denis Abbott, mais à ses conditions (Lisbon doit travailler à ses côtés), qu'il rédige sur une serviette de table en papier. Abott accepte les conditions de Patrick et signe la serviette en papier.
- L'épisode, qui a été diffusé avec un retard de 50 minutes (22 h 50), a réalisé une très bonne audience[39].
- L'épisode réalise aussi sa meilleure audience depuis que la série est diffusée le dimanche soir, bien qu'il y ait beaucoup de retard sur l'horaire habituel[39].
- L'acteur Simon Baker, interprète de Patrick Jane, a réalisé cet épisode.
- Dans la scène où Patrick Jane quitte l'île en montant dans un bus, on peut remarquer un numéro de téléphone fixe sur le bus avec l'indicatif +58 (indicatif téléphonique du Venezuela), on peut donc penser que l'action de l'épisode se déroule dans ce pays.

### Épisode 10:Un jardin sur le toit
- États-Unis /  Canada : 8 décembre 2013 sur CBS / CTV
- Belgique : 19 mai 2014 sur Be Séries[13]
- Suisse : 26 septembre 2014 sur RTS Un
- France : 14 octobre 2014 sur TF1
- Québec : 10 novembre 2014 sur V

- États-Unis : 9,97 millions de téléspectateurs[41] (première diffusion)
- Canada : 2,28 millions de téléspectateurs[42] (première diffusion + différé 7 jours)
- France : 8,6 millions de téléspectateurs[43] (première diffusion)

- Azita Ghanizada (Defiance Schneiderman)
- Shannon McClung (agent Collins)
- Shane Edelman (Abel Schneiderman)
- Alejandro Cardenas (Jose Martinez)
- François Chau (M. Nguyen)
- Matt Gossen (Henry)
- Billy Malone (agent Davis)
- Sean Patrick Murphy (agent Stanley)
- Phong Tran (M. Lewis Henchman)
- Jake Vaughn (le garçon de 5 ans)

Trois mois ont passé depuis que Patrick est emprisonné par Abbott. L'agent Fisher vient rencontrer Teresa et lui demande de venir travailler avec Jane. Teresa hésite. Kim lui dit que c'est l'une des requêtes de Jane. Lisbon va voir Jane et arrive à le convaincre de travailler avec le FBI. La nouvelle affaire de Jane est la disparition d'Abel Schneiderman. Abel travaillait pour la réserve fédérale américaine. Abel était marié et avait une épouse du nom de Defiance. À la grande surprise de Dennis et de Kim, Jane découvre que Defiance est une gitane et explique la raison qui l'ont poussé à cette conclusion. L'agent Fisher tente de prendre une distance avec Jane tout en gardant le contrôle. Jane rencontre Defiance qui le teste sur ses (faux) dons de « médium ». Defiance révèle qu'elle connaît un autre médium du nom de Cléo.
- L'épisode a été diffusé avec 27 minutes de retard dans l'Est des États-Unis et a réalisé une très bonne audience dans la continuité de ces dernières semaines[41].
- Il a réalisé la deuxième meilleure audience de la saison et a été le plus suivi sur la tranche d'âge des 18-49 ans[41].

### Épisode 11:Monsieur X
- États-Unis /  Canada : 5 janvier 2014 sur CBS / CTV
- Belgique : 26 mai 2014 sur Be Séries[13]
- Suisse : 3 octobre 2014 sur RTS Un
- France : 21 octobre 2014 sur TF1
- Québec : 17 novembre 2014 sur V

- États-Unis : 10,22 millions de téléspectateurs[44] (première diffusion)
- Canada : 2,31 millions de téléspectateurs[45] (première diffusion + différé 7 jours)
- France : 7,65 millions de téléspectateurs[46] (première diffusion)

- Brianna Brown (Krystal Markham)
- Mark Adair-Rios (Francisco « Paco » Perez)
- Sterling K. Brown (agent de la DEA Higgins)
- Gareth Williams (le superviseur de la DEA Maloney)
- A.J. Tannen (Mike)
- Brian Konowal (Dale)
- Michael Charles Vaccaro (le médecin légiste)
- Sammy Busby (l'officier Corpus Christi)
- Curtis Taylor (le garde du corps de Krystal)
- Sylvia Brindis (la serveuse au cocktail)

### Épisode 12:La Chasse aux espions
- États-Unis /  Canada : 12 janvier 2014 sur CBS / CTV
- Belgique : 26 mai 2014 sur Be Séries[13]
- Suisse : 3 octobre 2014 sur RTS Un
- France : 28 octobre 2014 sur TF1
- Québec : 24 novembre 2014 sur V

- États-Unis : 9,58 millions de téléspectateurs[47] (première diffusion)
- Canada : 1,47 million de téléspectateurs[48] (première diffusion + différé 7 jours)
- France : 8,85 millions de téléspectateurs[49] (première diffusion)

- Erin Way (Avery Schultz)
- Wayne Bastrup (Charles Whitaker)
- Travis Schuldt (Curtis Whitaker)
- Devon Gummersall (Gabriel Quinn)
- Michael Mantell (Leo Drembelas)
- Brian Patrick Wade (Martin Hagen)
- Pat Skipper (Mitch Daniels)
- Navid Negahban (Hassan Zarif)
- Mark Saul (Sergei Sokolov)
- Greg Fitzpatrick (le motard)
- Barbara Kerford (la femme dans l'ascenseur)

Patrick et le FBI enquêtent sur la mort de Charles Whitaker, 32 ans, ingénieur informaticien, spécialiste en cartographie, dans les locaux de la compagnie Cartesian. Patrick, ayant découvert un journal financier dans l'appartement de Charles, arrive aux mêmes conclusions que Teresa et Kim, qui ont interrogé les employés. Comme la compagnie travaillait pour le Pentagone, Charles soupçonnait un employé d'être un espion pour le compte d'un autre pays. Patrick, avec l'aide de Kim et Teresa, découvre cet espion mais aussi le véritable client pour lequel l'espion vendait les informations de Cartesian.
- Au Canada, la diffusion de cet épisode a été déplacée à 19 h afin de diffuser la 71e cérémonie des Golden Globes en simultané.

### Épisode 13:Un loup dans la bergerie
- États-Unis /  Canada : 9 mars 2014 sur CBS / CTV
- Belgique : 2 juin 2014 sur Be Séries[13]
- Suisse : 10 octobre 2014 sur RTS Un
- France : 4 novembre 2014 sur TF1
- Québec : 1er décembre 2014 sur V[50]

- États-Unis : 9,95 millions de téléspectateurs[51] (première diffusion)
- Canada : 2,03 millions de téléspectateurs[52] (première diffusion)
- France : 9 millions de téléspectateurs[53] (première diffusion)

- Shannon McClung (agent Collins)
- Taylor Nichols (Alex Mildray)
- Cindy Pickett (Marcia Wilk)
- Karen Malina White (Elsie Graham)
- Kevin Daniels (Clancy Tatum)
- Benito Martinez (le commandant Delgado)
- Karl Makinen (Christon Phelps)
- Kathleen M. Darcy (Edith Firlock)
- Jaime Alvarez (l'officier de police Juarez)
- Kale Clauson (le jeune homme)
- Nicole Day (la vendeuse)

### Épisode 14:La coopérative
- États-Unis /  Canada : 16 mars 2014 sur CBS / CTV
- Belgique : 2 juin 2014 sur Be Séries[13]
- Suisse : 10 octobre 2014 sur RTS Un
- France : 11 novembre 2014 sur TF1
- Québec : 19 janvier 2015 sur V

- États-Unis : 8,65 millions de téléspectateurs[54] (première diffusion)
- Canada : 2,17 millions de téléspectateurs[55] (première diffusion + différé 7 jours)
- France : 8,87 millions de téléspectateurs[56] (première diffusion)

- William Mapother (Richard Haibach)
- Shannon McClung (agent Collins)
- Zeljko Ivanek (Dr Linus Wagner)
- Judson Mills (Bryce Kendrick)
- Colby French (Jason Kern)
- Todd Williams (agent Miller)
- Shannon Sturges (Susan Fitzgerald)
- Sean O’Bryan (Emmett Fitzgerald)
- Paul Schulze (John Hutton)
- Gary Grubbs (Samuel Millman)
- Milena Govich (Molly Becker)
- Brendan Patrick Connor (Ethan Zorn)
- Claire Winters (Jacquelyn Hutton)
- Penny Peyser (Linda Dubin)
- James Laski (Dan Becker)
- David Warshofsky (Donny Culpepper)
- Jenny Robinson (une femme)
- Lincoln Hope (le technicien)

### Épisode 15:Il faut sauver Grace Van Pelt
- États-Unis /  Canada : 23 mars 2014 sur CBS / CTV
- Belgique : 9 juin 2014 sur Be Séries[13]
- Suisse : 17 octobre 2014 sur RTS Un
- France : 11 novembre 2014 sur TF1
- Québec : 26 janvier 2015 sur V

- États-Unis : 8,02 millions de téléspectateurs[57] (première diffusion)
- Canada : 1,78 million de téléspectateurs[58] (première diffusion + différé 7 jours)
- France : 8,38 millions de téléspectateurs[56] (première diffusion)

- William Mapother (Richard Haibach)
- Lisa Darr (Irene Haibach)
- Penny Peyser (Laura Dubin)
- Derek Dinniene (Ben Rigsby)
- Stephanie Cleough (la serveuse)

- C'est l'avant-dernière apparition des acteurs Owain Yeoman (Wayne Rigsby) et Amanda Righetti (Grace Van Pelt) qui ne réapparaîtront que dans le dernier épisode de la série.

### Épisode 16:L'Art et la Manière
- États-Unis /  Canada : 30 mars 2014 sur CBS / CTV Two
- Belgique : 9 juin 2014 sur Be Séries[13]
- Suisse : 17 octobre 2014 sur RTS Un
- France : 25 novembre 2014 sur TF1
- Québec : 2 février 2015 sur V

- États-Unis : 8,72 millions de téléspectateurs[59] (première diffusion)
- Canada : 649 000 téléspectateurs (première diffusion)
- France : 7,6 millions de téléspectateurs[60] (première diffusion)

- Charles Mesure (Edmund MacKaye)
- Seth McGowan (Aaron Pulaski)
- Samantha Smith (Sylvia Hennigan)
- Trevor St. John (John Hennigan)
- Pedro Pascal (Marcus Pike)
- JF Davis (agent Searls)
- Kristin Lundquist (la cliente)
- Don Danielson (le joueur de billard)

### Épisode 17:La Bombe
- États-Unis /  Canada : 13 avril 2014 sur CBS / CTV
- Belgique : 16 juin 2014 sur Be Séries[13]
- Suisse : 24 octobre 2014 sur RTS Un
- France : 25 novembre 2014 sur TF1
- Québec : 9 février 2015 sur V

- États-Unis : 9,02 millions de téléspectateurs[61] (première diffusion)
- Canada : 1,85 million de téléspectateurs[62] (première diffusion + différé 7 jours)
- France : 7,03 millions de téléspectateurs[60] (première diffusion)

- Shannon McClung (agent Collins)
- Jud Tylor (Mae Feinberg)
- John de Lancie (Edward Feinberg)
- Oscar Torre (Luis Cruz)
- Richard Fancy (en) (Richard Summers)
- Angelique Cabral (Gina Petrocelli)
- Peter Colburn (Pete Koch)
- Halbert Bernal (David Ronaldo)
- Lyn Alicia Henderson (le technicien)

### Épisode 18:Le Foragers Club
- États-Unis /  Canada : 20 avril 2014 sur CBS / CTV
- Belgique : 16 juin 2014 sur Be Séries[13]
- Suisse : 24 octobre 2014 sur RTS Un
- France : 2 décembre 2014 sur TF1
- Québec : 16 février 2015 sur V

- États-Unis : 8,65 millions de téléspectateurs[63] (première diffusion)
- Canada : 1,68 million de téléspectateurs[64](première diffusion + différé 7 jours)
- France : 7,46 millions de téléspectateurs[65] (première diffusion)

- James Patrick Stuart (Gregory Dyer)
- Jon Abrahams (Peter Kilgallen)
- Mark Harelik (Kenyon Russell)
- Camryn Grimes (Deanne Price)
- Natalie Padilla (Madison Price)
- Sonny (Marvin Gryska)
- Elizabeth Chomko (Pam Parsons)
- Ellen Wroe (officier Green)
- Dante Swain (le garde de la sécurité no 2)
- Bradley Wentzel (le garde de la sécurité no 1)
- Tallulah Danielle C. David (la serveuse)

Jane et Lisbon sont envoyés au milieu de la forêt nationale Sam Houston afin d'y résoudre le meurtre d'une jeune femme. Ils découvrent que la victime s'était rendue dans un club d'élite. Lorsqu'un deuxième corps est retrouvé, Jane tend un piège aux hommes du club avec l'aide de Lisbon et Abbott pour démasquer le coupable.

### Épisode 19:Les Filles aux yeux noirs
- États-Unis /  Canada : 27 avril 2014 sur CBS / CTV
- Belgique : 23 juin 2014 sur Be Séries[13]
- Suisse : 31 octobre 2014 sur RTS Un
- France : 2 décembre 2014 sur TF1
- Québec : 23 février 2015 sur V

- États-Unis : 8,63 millions de téléspectateurs[66] (première diffusion)
- Canada : 1,92 million de téléspectateurs[67](première diffusion + différé 7 jours)
- France : 6,78 millions de téléspectateurs[65] (première diffusion)

- Nick Von Esmarch (Thaddeus Delahay)
- Mia Faith (Leanne Cole)
- Kelly Donohue (Cody Sherman)
- Zuleyka Silver (Daniela Walker)
- Carol Kiernan (Claudia Fornham)
- Joey Gaytan (Ramon)
- Yan Feldman (Ray Qasimi)
- Hari Dhillon (Ali Qasimi)
- Nandy Martin (Amy Welker)
- Joshua Dev (Jesse)
- Titus Welliver (Michael Ridley)
- John Hensley (Anthony Tremel)
- Norman Howell (le camionneur)

### Épisode 20:Le faux procès
- États-Unis /  Canada : 4 mai 2014 sur CBS / CTV
- Belgique : 23 juin 2014 sur Be Séries[13]
- Suisse : 31 octobre 2014 sur RTS Un
- France : 9 décembre 2014 sur TF1
- Québec : 2 mars 2015 sur V

- États-Unis : 8,42 millions de téléspectateurs[68] (première diffusion)
- Canada : 1,93 million de téléspectateurs[69](première diffusion + différé 7 jours)
- France : 8,36 millions de téléspectateurs[70] (première diffusion)

- Zuleyka Silver (Daniela Welker)
- Tony Amendola (Aurelio)
- Jonathan LaPaglia (John Acardo)
- Brianne Davis (Brandy)
- Merle Dandridge (Lydia Faulk)
- Michelle Gardner (Ginger)
- Alison Martin (Mme Macy)
- Boo Arnold (US Marshal Lawson)
- Craig Irwin (le juré à forte carrure)
- Yves Bright (le 2e juré)
- Amanda Reed (la jurée épuisée)
- Helen D’Esposito (le technicien)
- Ted Larkin (Trigger Man)

Cho poursuit l'enquête sur le trafic de jeunes filles et finit par découvrir qu'elles sont enlevées et tuées pour leurs organes. Teresa se demande si elle doit déménager à Washington avec Marcus ou rester avec Patrick.

### Épisode 21:Sans le moindre scrupule
- États-Unis /  Canada : 11 mai 2014 sur CBS / CTV
- Belgique : 30 juin 2014 sur Be Séries[13]
- Suisse : 7 novembre 2014 sur RTS Un
- France : 16 décembre 2014 sur TF1
- Québec : 9 mars 2015 sur V

- États-Unis : 8,64 millions de téléspectateurs[71] (première diffusion)
- Canada : 1,81 million de téléspectateurs[72] (première diffusion + différé 7 jours)
- France : 8,42 millions de téléspectateurs[73] (première diffusion)

- Titus Welliver (Michael Ridley)
- Zuleyka Silver (Daniela Welker)
- Nandy Martin (Amy Welker)
- David L. King (agent du FBI Don Anderson)
- John Hensley (Anthony Tremmel)
- Magda Apanowicz (April Lark)
- Robert Joy (Alexander Lark)
- Paul Schakman (Alan Montross)
- Ajgie Kirkland (Jonas Diop)
- Clare Carey (Emma Valeria)
- Luis Fernandez-Gil (l'ambassadeur Moreno)
- Chuck Ashworth (l'agent du FBI no 1)
- Ane Dela Cruz (l'agent du FBI no 2)
- David Carpenter (l'officier)
- Robert Della Cerra (l'employé)

Le FBI poursuit l'enquête sur l'affaire de trafic de jeunes filles. Patrick Jane et le FBI réussissent à remonter jusqu'à Michael Ridley, un PDG apparemment bien sous tout rapport, mais vraisemblablement le dirigeant du réseau de trafic d'organes. Ils lui rendent visite, mais Ridley, parfaitement calme, réfute leurs accusations.
L'équipe parvient à découvrir l'identité du chirurgien qui a prélevé les organes, et réussit à l'interpeller alors qu'un homme de main de Ridley s’apprêtait à l'assassiner. Alexander Lark, le chirurgien, livre alors des aveux complets sur le mode opératoire du trafic d'organes et est ensuite envoyé en prison. Les aveux donnent suffisamment d'éléments à l'équipe pour arrêter Ridley, mais ce dernier est relâché sous caution peu après, faute de preuves. Refusant la défaite, Jane enlève Ridley avec la complicité de Lisbon, l'emmène dans la salle d'opération clandestine, et fait mine d'opérer vivant l'homme de main de Ridley pour effrayer ce dernier. Ridley se décide enfin à leur donner la preuve qui leur fallait : une liste des clients ayant commandé des organes.

### Épisode 22:Dernière chance
- États-Unis /  Canada : 18 mai 2014 sur CBS[74] / CTV
- Belgique : 30 juin 2014 sur Be Séries[13]
- Suisse : 7 novembre 2014 sur RTS Un
- France : 16 décembre 2014 sur TF1
- Québec : 16 mars 2015 sur V

- États-Unis : 9,69 millions de téléspectateurs[75] (première diffusion)
- France : 8,14 millions de téléspectateurs[73] (première diffusion)

- Josiah Blount (Barry)
- James Austin Kerr (Vince)
- Genesis Sol (Randa)
- Jason Brooks (Ted Randolph)
- Victoria Smurfit (Monica Giraldi)
- Vincent Spano (Don De Jorio)
- Nicole Cannon (Megan Shapiro De Jorio)
- Haley Hudson (Christie De Jorio)
- DeWanda Wise (Tanya Dean)
- George Finn (Wes Baxter)
- Blue Deckert (le chef Muller)
- Nicole Greenwood (la réceptioniste)
- Jodi Fung (l'officier)
- Jessica Hopper (l'hôtesse de l'air)
- Darren Dupree Washington (le maréchal)
- Cinda Adams (la femme âgée)
- Michael Dean Connolly (l'homme soigné)
- William Duffy (l'agent 2)
- Orestes Arcuni (la serveuse)
- Elizabeth Deo (l'employée de la compagnie aérienne)

Cho apprend à Jane que Teresa a décidé d'accepter la proposition de suivre Pike à Washington DC. Mais au même moment, un nouvel indice sur le meurtre de Greta Dejorio, datant de cinq ans et qui n'a jamais été résolu, oblige Lisbon à repousser son départ.
Elle découvre par la suite que c'est Jane qui a ressorti ce dossier en manipulant tout le FBI pour réussir à la retenir et avoir un moment en tête-à-tête avec elle. Blessée par cette manipulation, elle décide de partir plus tôt que prévu. Alors que le FBI résout l'affaire et retrouve le meurtrier, Jane emprunte la voiture d'Abbot et fonce à l'aéroport pour intercepter Lisbon.
Il arrive trop tard et ne peut que sauter par-dessus la grille de sécurité, se foulant la cheville juste avant de réussir à la rejoindre dans l'avion. Il lui déclare ses sentiments avant d'être évacué de force de l'avion.
- Cet épisode a été tourné de façon à être le dernier épisode de la série, mais CBS a renouvelé la série pour une saison 7, plus courte, contenant seulement 13 épisodes.
- C'est la dernière apparition de l'actrice Emily Swallow, qui interprète Kim Fisher.
- On peut voir l'équipe de tournage dans le reflet de l'aile avant gauche de la voiture de Jane, lorsqu'il se gare (9 min 35)